# National Italian American Foundation

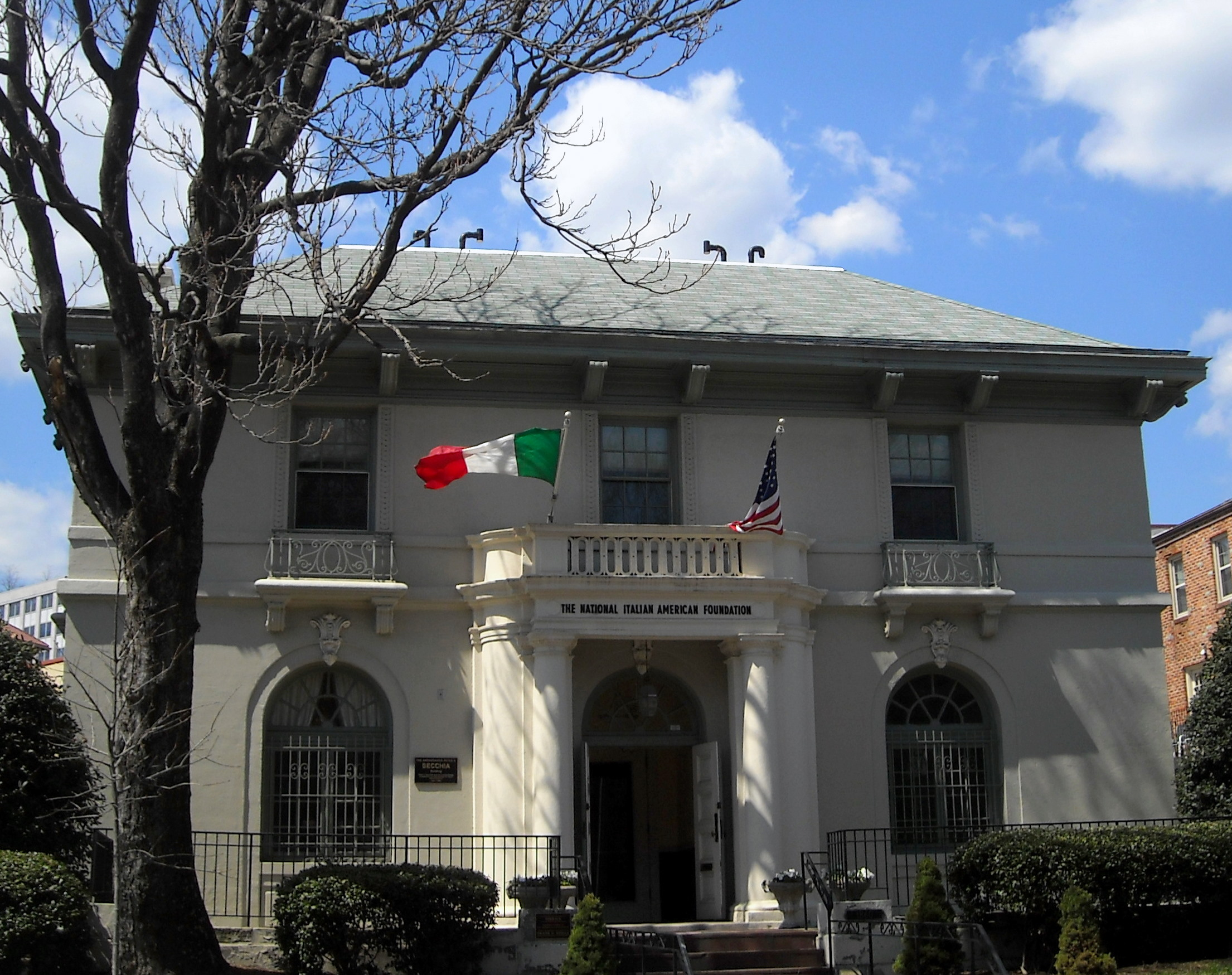
A sede da National italian American Foundation em Washington, D.C.

A National italian American Foundation (NIAF) é uma organização sem fins lucrativos, apartidária e fundação educacional que promove a cultura e patrimônio italiano-Americano. Foi fundada em 1975 por Jeno Paulucci. NIAF, serve como um recurso para a comunidade ítalo-americana e tem programas educacionais e para os jovens, incluindo bolsas de estudo, subsídios, viagens de ancestralidade e mentoria.
NIAF é também a voz para os ítalo-americanos em Washington, DC e trabalha em estreita colaboração com a Embaixada italiana, Delegação italiana no Congresso Americano e a Casa Branca. A missão da NIAF inclui o avanço das relações entre os EUA e a Itália nos negócios, política e  relações culturais e tem um conselho empresarial que promove a criação de redes com líderes empresariais.